# Knokkebrug
De Knokkebrug is een brug over de IJzer in de Belgische provincie West-Vlaanderen. De ophaalbrug ligt ter hoogte van de monding van het Ieperleekanaal in de IJzer, op de grens van Reninge (deelgemeente van Lo-Reninge), Merkem (deelgemeente van Houthulst) en Nieuwkapelle (deelgemeente van Diksmuide).
Op het eind van de 16de eeuw werd op deze plaats door de Spanjaarden een fort aangelegd, Fort Knokke of "Fort de Knocke". Deze vesting moest de IJzervlakte beschermen tegen aanvallen van hervormingsgezinden vanuit Oostende. De volgende eeuwen werd het fort aangepast en uitgebreid door de Fransen en de Oostenrijkers. Onder keizer Jozef II werd het weer afgebroken. De Knokkebrug is genoemd naar dit fort en ligt aan de noordrand van het vroegere fort.